# Silverträsket, Uppland
Silverträsket är en sjö i Värmdö kommun i Uppland och ingår i Norrström-Tyresåns kustområde.